# تايهاكو-كو
تايهاكو-كو (باليابانية: 太白区) هو حي في اليابان، يقع في سنداي، بلغ عدد سكانه 228,166 نسمة وذلك حسب إحصائيات سنة 2018، تبلغ مساحته 228.18 كيلومتر مربع.